# Yamina Silva
Fey Yamina Silva Vidal (Huánuco, 1966) es una meteoróloga peruana e investigadora científica que además fue la primera mujer del país en obtener un doctorado en Ciencias Físico-Matemáticas. Ha liderado investigaciones pioneras sobre la variabilidad climática y el fenómeno de El Niño, contribuyendo a mejorar la predicción climática y el estudio de la variabilidad climática, con énfasis en los Andes peruanos.
Ha ocupado cargos clave, incluido el de Directora de la subdirección de Ciencias de la Atmósfera e Hidrósfera del Instituto Geofísico del Perú (IGP) (2018-2020) y Viceministra de Desarrollo Estratégico de los Recursos Naturales del Ministerio del Ambiente (MINAM) en 2022. 

## Biografía

### Primeros años y educación
Nació en 1966 en el valle del Monzón en la región de Huánuco, Perú y desde temprana edad, mostró gran interés por los fenómenos meteorológicos. Cuando cumplió la edad de 12 años, junto con su familia, se mudó a Lima, debido al incremento del terrorismo y el narcotráfico en la zona. Al terminar los estudios secundarios obtuvo una beca del programa nacional de becas y crédito educativo (INABEC) en 1986, que le permitió seguir especializandose en meteorología en la Universidad Estatal de Hidrometeorología de Rusia, donde obtuvo los grados de maestría y doctorado en ciencias físico - matemáticas, este último en 1992. Su investigación se centró en la variabilidad climática y los eventos meteorológicos extremos, con un enfoque particular en el fenómeno de El Niño. 

### Carrera
Tras finalizar sus estudios de doctorado, regresó al Perú en 1998 para trabajar como asesora científica en hidrología aplicada en el Servicio Nacional de Meteorología e Hidrología del Perú (Senamhi). Ese mismo año, ingresa como investigadora científica principal en el Instituto Geofísico del Perú (IGP) desde donde colaboró con el Dr. Pablo Lagos en el desarrollo de un modelo predictivo de precipitaciones durante el fenómeno de El Niño.
Desde febrero de 2018 hasta diciembre de 2020 se desempeñó como Directora del IGP, asumiendo el liderazgo de la Subdirección de Ciencias Atmosféricas e Hidrosféricas. En este rol, promovió, coordinó y ejecutó investigaciones científicas y estudios interdisciplinarios enfocados en la atmósfera y la hidrosfera. Su trabajo tuvo como objetivo expandir el conocimiento geofísico, avanzar en la comprensión científica y contribuir a los procesos de gestión de riesgos.
En agosto de 2021, Silva asumió la jefatura de la Oficina Desconcentrada de la Macro Región Central del Instituto Nacional de Investigación en Glaciares y Ecosistemas de Montaña (INAIGEM). De marzo a diciembre de 2022, se desempeñó como Viceministra de Desarrollo Estratégico de los Recursos Naturales en el Ministerio del Ambiente (MINAM). Tras su gestión en el MINAM, regresó al IGP como investigadora científica principal, cargo que sigue ocupando en la actualidad.
Yamina Silva cuenta también con una amplia trayectoria en docente universitaria, impartiendo cursos especializados en cambio climático, contaminación ambiental, meteorología y gestión ambiental en la Universidad Nacional Mayor de San Marcos (2006 - 2007) y en la Pontificia Universidad Católica del Perú (2009 al 2021).
Desde el 2022 es miembro del Comité Pro Mujer en Ciencia, Tecnología e Innovación del CONCYTEC, cuya presidencia lideró en el periodo 2023.

## Investigación
Yamina Silva ha contribuido con más de 50 artículos científicos sobre variabilidad climática, procesos atmosféricos e hidrometeorología enfocados en los Andes peruanos. Desde 1991, ha dirigido proyectos de investigación en el IGP, centrándose en el modelado atmosférico, la predicción meteorológica y los impactos de El Niño.

### Publicaciones
Entre sus publicaciones destacan un estudio de 2023 sobre el carbono negro de la quema de biomasa en Perú y un análisis de 2017 de las tendencias de precipitación en la cuenca del río Mantaro, ambos cruciales para comprender los impactos ambientales y la gestión de los recursos hídricos.

## Premios y reconocimietos
- Medalla de Reconocimiento al mérito como ingeniera CIP destacada, brindada por Consejo Departamental de Lima del Colegio de Ingenieros del Perú[4]
- En 2021 el CONCYTEC destacó su trayectoria como científica incluyendola en el libro Científicas del Perú: 24 historias por descubrir.[5]
- En 2025, recibió el reconocimiento del Congreso de la República del Perú por su contribución al estudio del clima, el fenómeno de El Niño, y aportes a la agricultura[13]